# 조지아의 대외 관계
이 본문은 조지아의 대외 관계이다.

## 각국과의 대외 관계
| 국기         | 수교 | 관계 |
| ------------ | ---- | --- |
| 대한민국     | 1990 | 조지아는 남북한 동시수교국이다. 대한민국은 조지아 독립과 함께 조지아를 승인했으며 1992년 양국과 외교관계가 수립되었다. 1994년에는 조선민주주의인민공화국과 수교하였다. 대한민국은 조지아에 아직 상주 공관을 개설하지 않았으며 주 러시아 대사관에서 겸임하다 최근 주 우크라이나 대사관에서 주 아제르바이잔 대사관 겸임으로 바뀐 후, 2015년 8월 주 조지아 대한민국 대사관 분관이 개설되었다. |
| 러시아       | 1992 | 조지아와 러시아는 역사적인 이유로 적대적인 관계에 있으며 1992년 압하지아 전쟁과 1998년 압하지아 전쟁, 2008년 남오세티야 전쟁 등 러시아와 전쟁을 벌였다. 2008년 남오세티야 전쟁 직후 독립국가연합에서 탈퇴했고 러시아와 단교하였다. 그리고 전쟁 이후에는 1곳을 제외한 다른곳에서 러시아어 더빙을 금지하는 정책을 취하는 등 반러 정책을 실시하기도 했다.                                     |
| 영국         | 1992 | 조지아와 영국은 양국 모두 상주 공관이 런던과 트빌리시에 위치하고 있으며, 런던 주재 조지아 대사관은 2010년 이전에는 아일랜드까지 겸임한 적이 있었다. |
| 아르메니아   |      | |
| 아제르바이잔 |      | |
| 튀르키예     |      | |

### 그 밖의 대외 관계
조지아는 러시아와의 적대관계로 인하여, 미국 및 유럽 연합과의 관계를 지속적으로 협력하며, 이외에도 조지아는 이스라엘과의 관계를 맺어 서방과 가까운 양상을 보였다. 조지아는 아르메니아와 아제르바이잔과 동시 수교가 있으나, 조지아는 아제르바이잔과 가까운 우호관계이며, 아르메니아는 일부적으로 경계하는 추세이다. 조지아는 니카라과 등과 외교 관계가 있었던 사례가 있으나, 현재에는 단절 되었다.

## 같이 보기
- 조지아 주재 외국공관 목록
- 조지아의 재외공관 목록